# Paradoxosia rufipex
Paradoxosia rufipex är en fjärilsart som beskrevs av George Francis Hampson 1918. Paradoxosia rufipex ingår i släktet Paradoxosia och familjen björnspinnare. Inga underarter finns listade i Catalogue of Life.